# 橘礼吉
橘 礼吉（たちばな れいきち、1931年 - 2019年）は、日本の民俗学者。白山麓において展開された農耕文化の全貌や、白山麓最奥の豪雪地における山の民の詳細な生態等の研究・著述がある。
1951年金沢大学在学中、幸田清喜の出作りの調査に同行。1953年金沢大学教育学部卒業。金沢市立工業高等学校教諭・石川県立歴史博物館副館長などを務め、退職後は加能民俗の会名誉会長、石川県立歴史博物館運営審議会審議員、白山自然保護研究会会員。1995年『白山麓の焼畑農耕―その民俗学的生態誌』で第34回柳田賞受賞。

## 著書
- 『白山麓の焼畑農耕-その民俗学的生態誌』白水社、1995年
- 『白山奥山人の民俗誌-忘れられた人々の記録』白水社、2015年